# Konchiolina
Konchiolina, konchina (łac. conchyolinum, od concha – „mięczak” lub „muszla”) – organiczny biopolimer wchodzący w skład zewnętrznej warstwy ochronnej muszli mięczaków. Jest również, razem z aragonitem (węglan wapnia), składnikiem masy perłowej. Nierozpuszczalna w wodzie, alkoholu i eterze.